# Vanessa himalaya
Vanessa himalaya är en fjärilsart som beskrevs av Evans 1924. Vanessa himalaya ingår i släktet Vanessa och familjen praktfjärilar. Inga underarter finns listade i Catalogue of Life.